# 69288 Berlioz
A 69288 Berlioz (ideiglenes jelöléssel 1990 TW11) a Naprendszer kisbolygóövében található aszteroida. Freimut Börngen és Lutz D. Schmadel fedezte fel 1990. október 11-én.
Nevét Hector Berlioz (1803–1869) francia zeneszerző, író után kapta.